# Retxnoie (Astracan)
|  | Per a altres significats, vegeu «Retxnoie». |

Retxnoie (en rus: Речное) és un poble de l'óblast d'Astracan, a Rússia, segons el cens del 2021 tenia 834 habitants.